# Espace San Bernardo
Espace San Bernardo is een Frans-Italiaans wintersportgebied in de Alpen. Het omvat La Rosière, in de gemeente Montvalezan in het Franse departement Savoie, en La Thuile in het Italiaanse Aostadal.

## Wintersport
In zowel La Rosière als La Thuile werd ski-infrastructuur gebouwd vanaf de jaren 1960. Espace San Bernardo ontstond in januari 1985 door de verbinding van beide gebieden door de skiliften Bellecombe en Chardonnet rondom de Mont Valezan. Espace San Bernardo is een van twee skigebieden op de Frans-Italiaanse grens met skidorpen aan weerszijden van de grens; het andere is Voie Lactée (Vialattea).
Aan de Franse kant is het skigebied ingericht op de op het zuidoosten gerichte flank van de Roc Noir en Mont Valezan. Het hoogste punt bevindt zich op 2780 meter, in de schaduw van de Mont Valezan. Er kan op 2 plaatsen geskied worden tot onder de skidorpen La Rosière en Les Eucherts: in het westen de afdaling tot aan de lift Écudets op 1190 meter, op het grondgebied van Séez, en in het zuidoosten de afdaling tot aan de lift Petit Bois op 1550 meter. De stoeltjeslift Fort maakt het mogelijk om de kam over te steken naar het bekken van de Kleine Sint-Bernhardpas. Op het grondgebied van Séez kunnen skiërs de oversteek naar Italië maken met de sleeplift Bellecombe.
Aan Italiaanse kant is het skigebied ingericht aan weerszijden van een bergkam van de Monte Belvedere naar de Chaz Dura. De noordwestelijke flank leidt naar de Kleine Sint-Bernhardpas, met één afdaling die helemaal tot in La Thuile loopt over hetzelfde parcours als de autoweg. Op de zachte oostelijke flanken zijn een tiental skiliften gebouwd, met pistes die uitwaaieren tot op zo'n 2000 meter hoogte, en vervolgens als een trechter samenkomen in La Thuile. Vanaf de Monte Belvedere kunnen skiërs oversteken naar Frankrijk, waar ze nog de stoeltjeslift Chardonnet moeten nemen om op de kam boven La Rosière te belanden.
Gemeten aan de hand van 10 criteria, waaronder totale lengte van de pistes, totale oppervlakte en hoogteverschil, is Espace San Bernardo het 24e grootste wintersportgebied ter wereld. In het seizoen 2018/2019 bezochten zo'n 780.000 toeristen het skigebied. De skiliften en -pistes van La Rosière en La Thuile worden uitgebaat door respectievelijk Domaine Skiable de la Rosière en Funivie Piccolo San Bernardo S.p.a.
Andere skigebieden in de onmiddellijke omgeving zijn Les Arcs (Paradiski) ten zuidwesten, Sainte-Foy-Tarentaise ten zuiden en Courmayeur ten noorden.

### Galerij

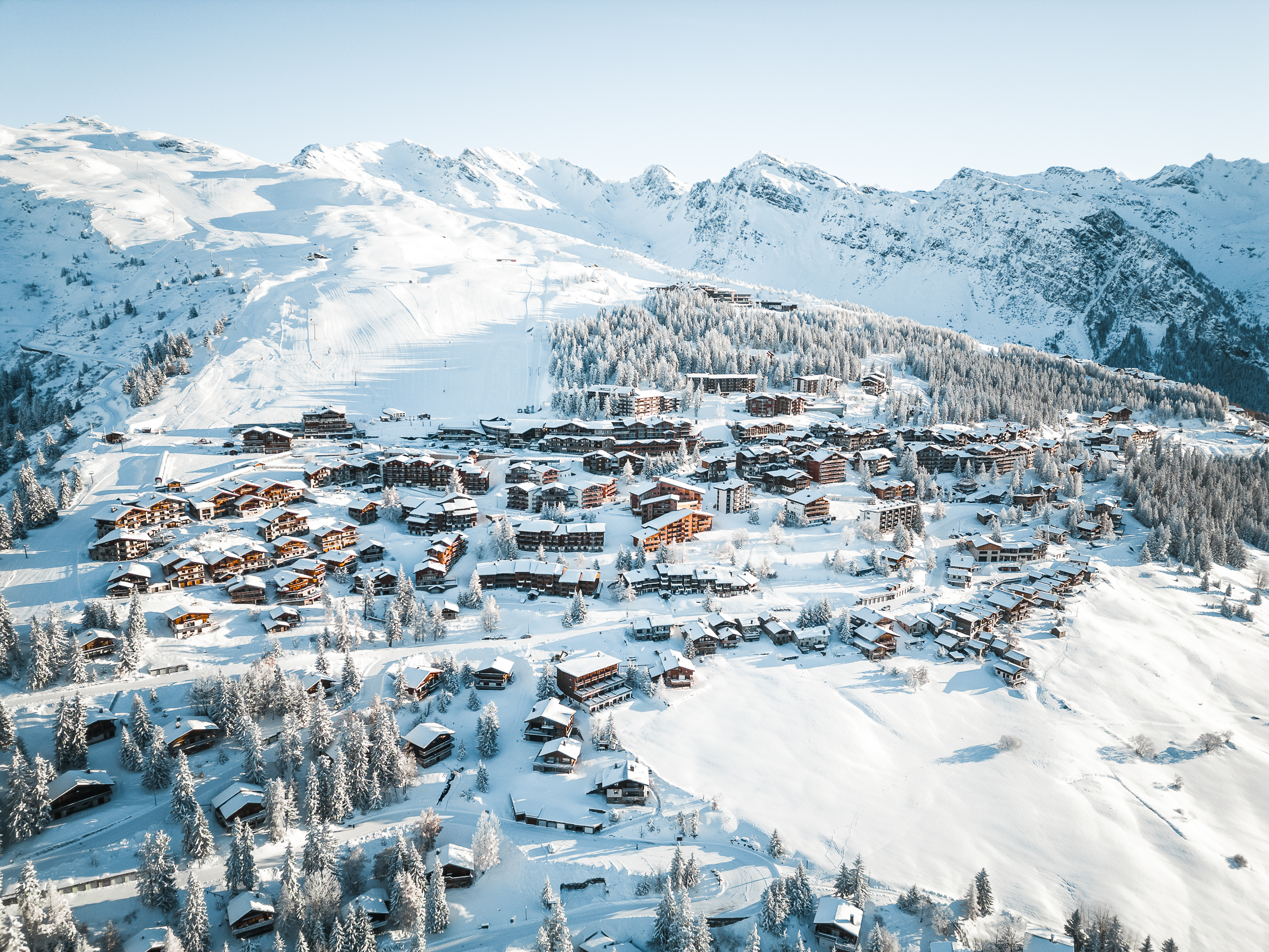
La Rosière, hoofddorp
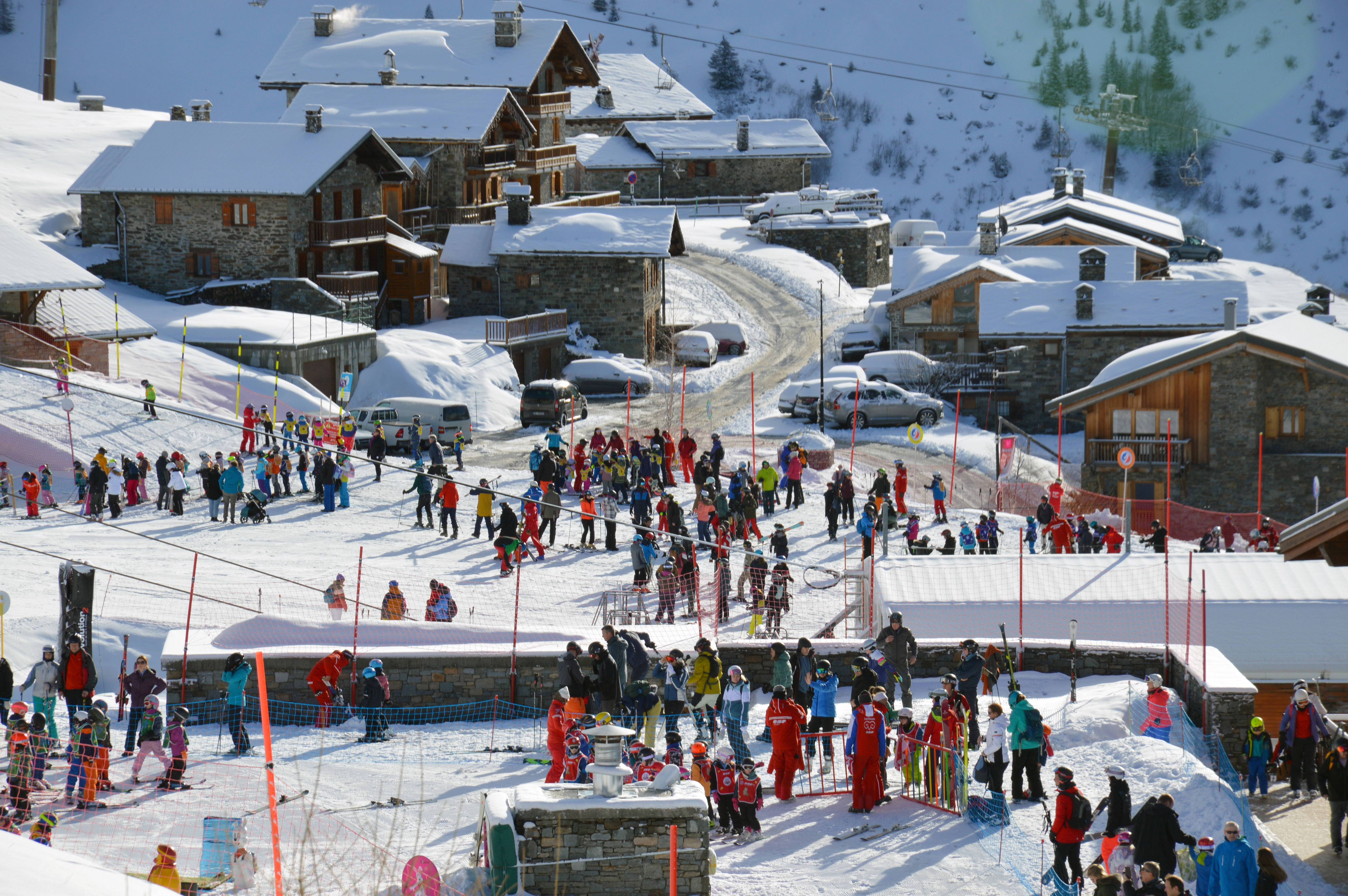
Les Eucherts, oostelijke wijk van La Rosière
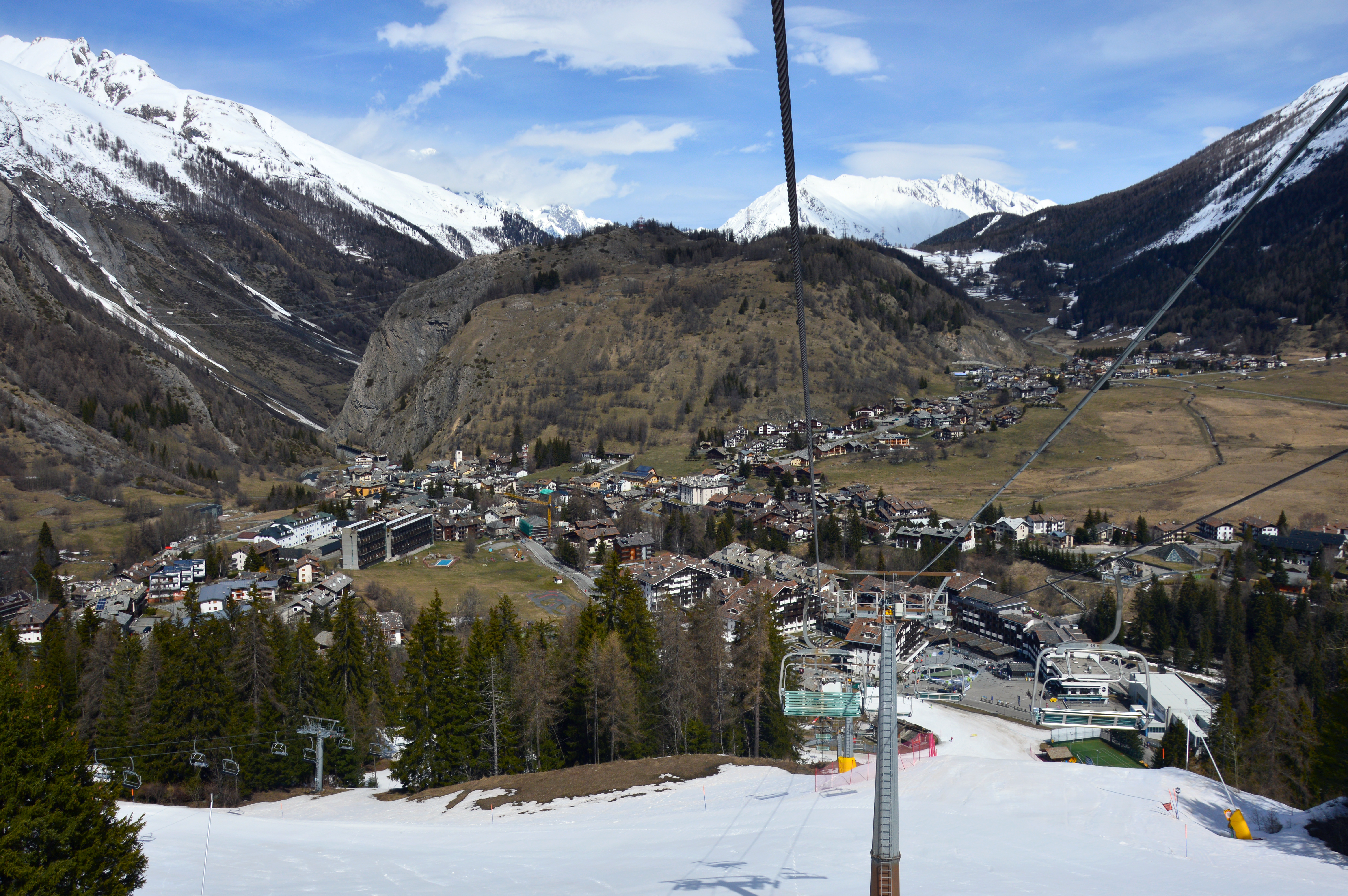
La Thuile
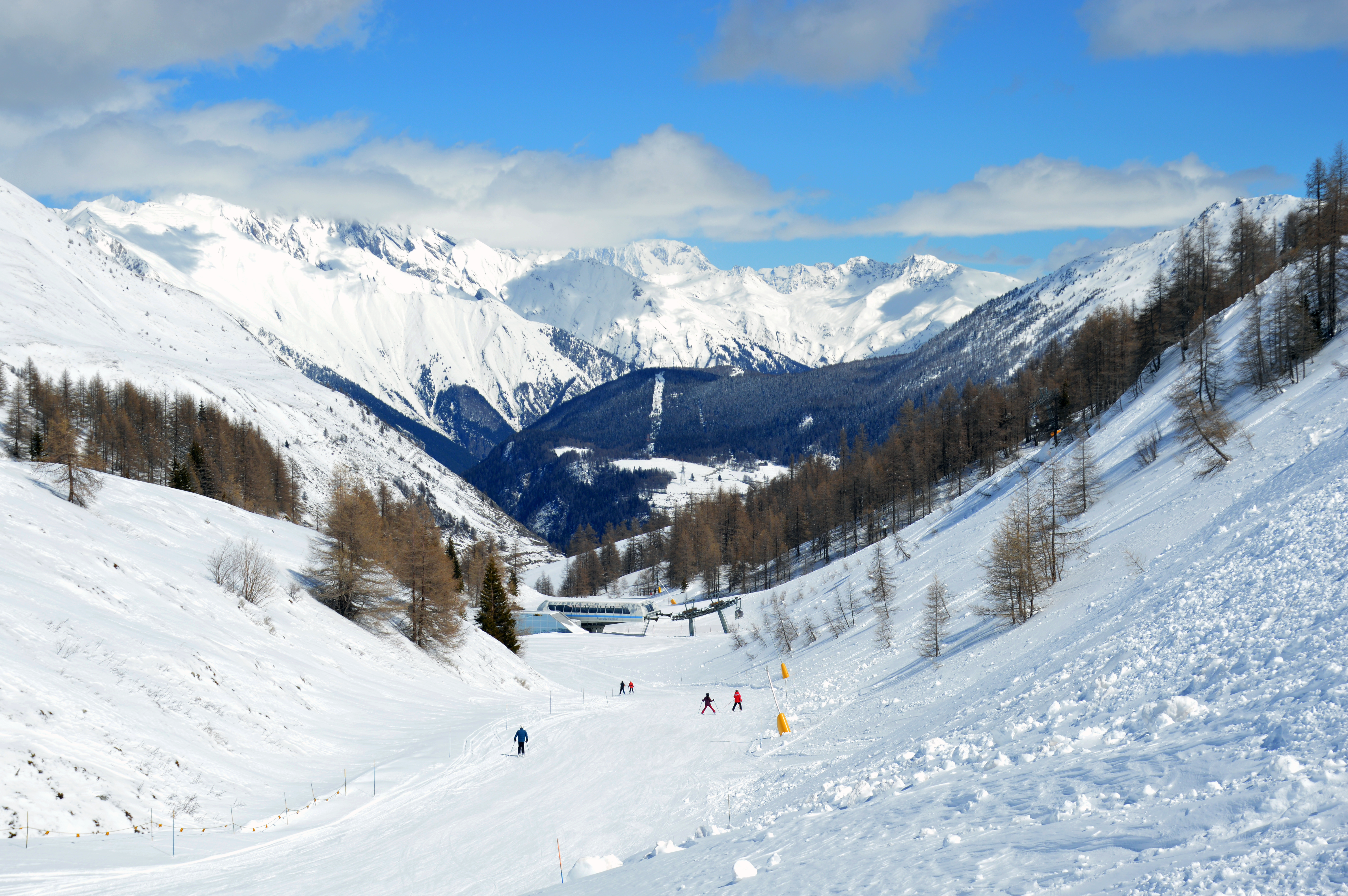
Skipiste in het dal van de Kleine Sint-Bernhardpas aan Italiaanse zijde
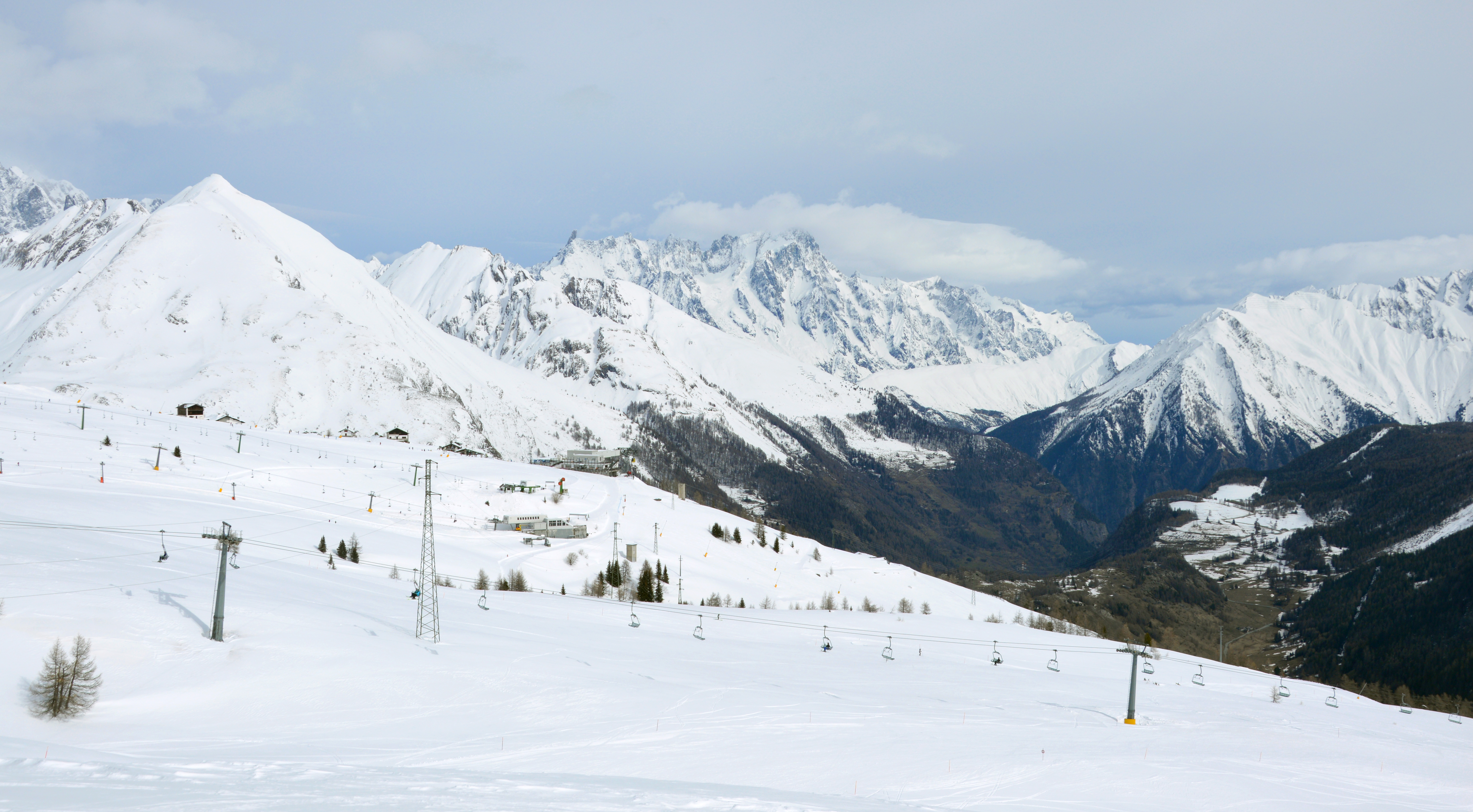
Op de zachte alpenweiden boven La Thuile komen tal van pistes samen
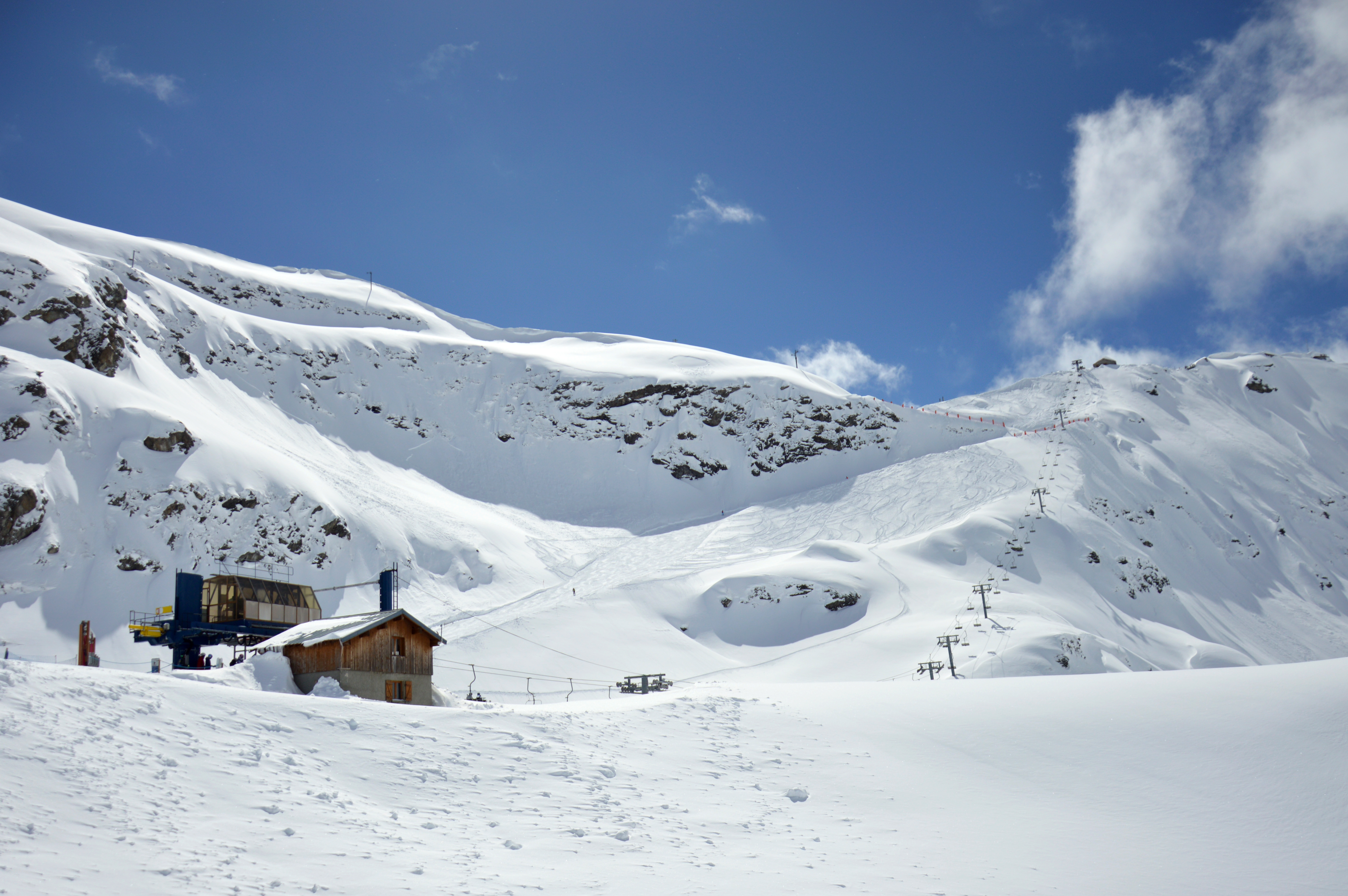
Stoeltjeslift Chardonnet is een schakel voor wie de oversteek maakt van Italië naar Frankrijk
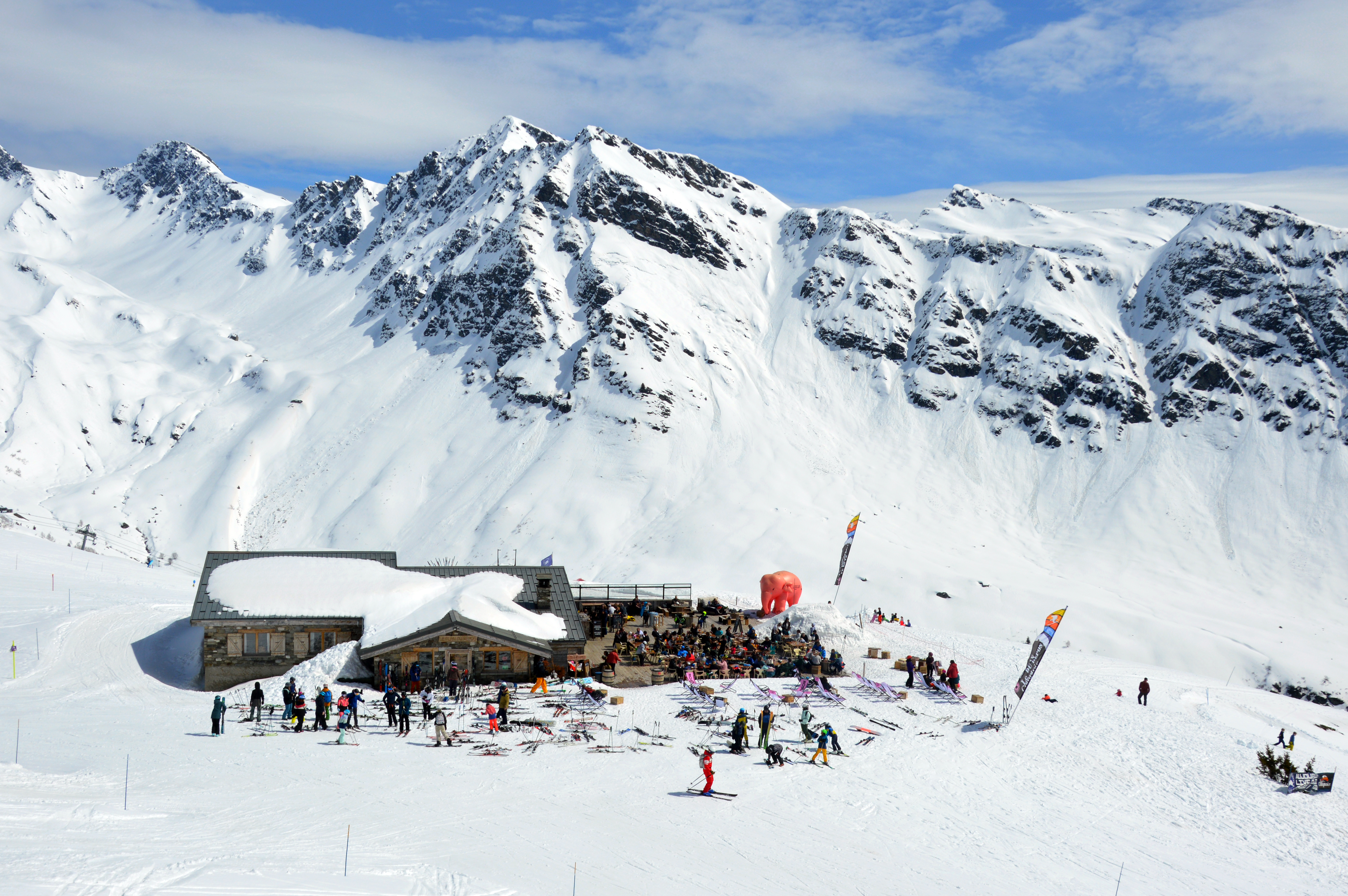
Bergrestaurant op de piste in La Rosière

## Wielrennen
In de zomermaanden is de Kleine Sint-Bernhardpas op het grondgebied van de gemeente Séez een geliefde klim voor wielrenners. De Ronde van Frankrijk beklom de pas meermaals. De Ronde van Frankrijk 2018 had La Rosière als aankomstplaats van de elfde etappe.